# Isobutano
O isobutano ou metilpropano é o alcano isômero do n-butano. É o menor alcano de cadeia ramificada.